# Hans Sauer (Politiker, 1908)
Hans Sauer (* 19. April 1908 in Schweinfurt; † 21. September 1966 in Niederwerrn) war ein deutscher Politiker (SPD). Er war von 1954 bis 1962 Abgeordneter des Bayerischen Landtages.

## Leben
Nach der Volksschule absolvierte Sauer ab 1922 eine Lehre und besuchte eine Gewerbeschule. Er arbeitete 18 Jahre lang in der Metallindustrie, schloss sich der Gewerkschaft an und war nach 1945 Bevollmächtigter der IG Metall in Schweinfurt. Neben seiner Anstellung als Gewerkschaftsfunktionär engagierte er sich in der Arbeiterwohlfahrt und war stellvertretender Vorsitzender der AWO Schweinfurt.
Sauer war stellvertretender Vorsitzender des SPD-Kreisverbandes Schweinfurt. Bei den Landtagswahlen 1954 und 1958 wurde er in den Bayerischen Landtag gewählt, dem er bis 1962 angehörte. Im Parlament war er von Januar 1955 bis 1958 Mitglied des Ausschusses für Angelegenheiten der Heimatvertriebenen und Kriegsfolgegeschädigten und von 1958 bis 1962 Mitglied des Ausschusses für Fragen des Beamtenrechts und der Besoldung.